# Bettina Köster
Bettina Köster (Herford, 15 giugno 1959) è una cantante, sassofonista e attrice tedesca.
Vive nel Sud Italia.

## Biografia

### In gruppo
Nel 1978 studentessa presso l'Accademia delle Arti di Berlino, inizia a suonare il sassofono per la band underground di Berlino DIN A Testbild. Nel maggio 1979 avvia, insieme a Karin Luner, Beate Bartel, Eva Gossling e Gudrun Gut, il progetto Mania D. una band di sole donne. Nell'autunno del 1979 Mania D si esibisce a New York presso l'Arleen Schloss A's e il Club Tier 3.

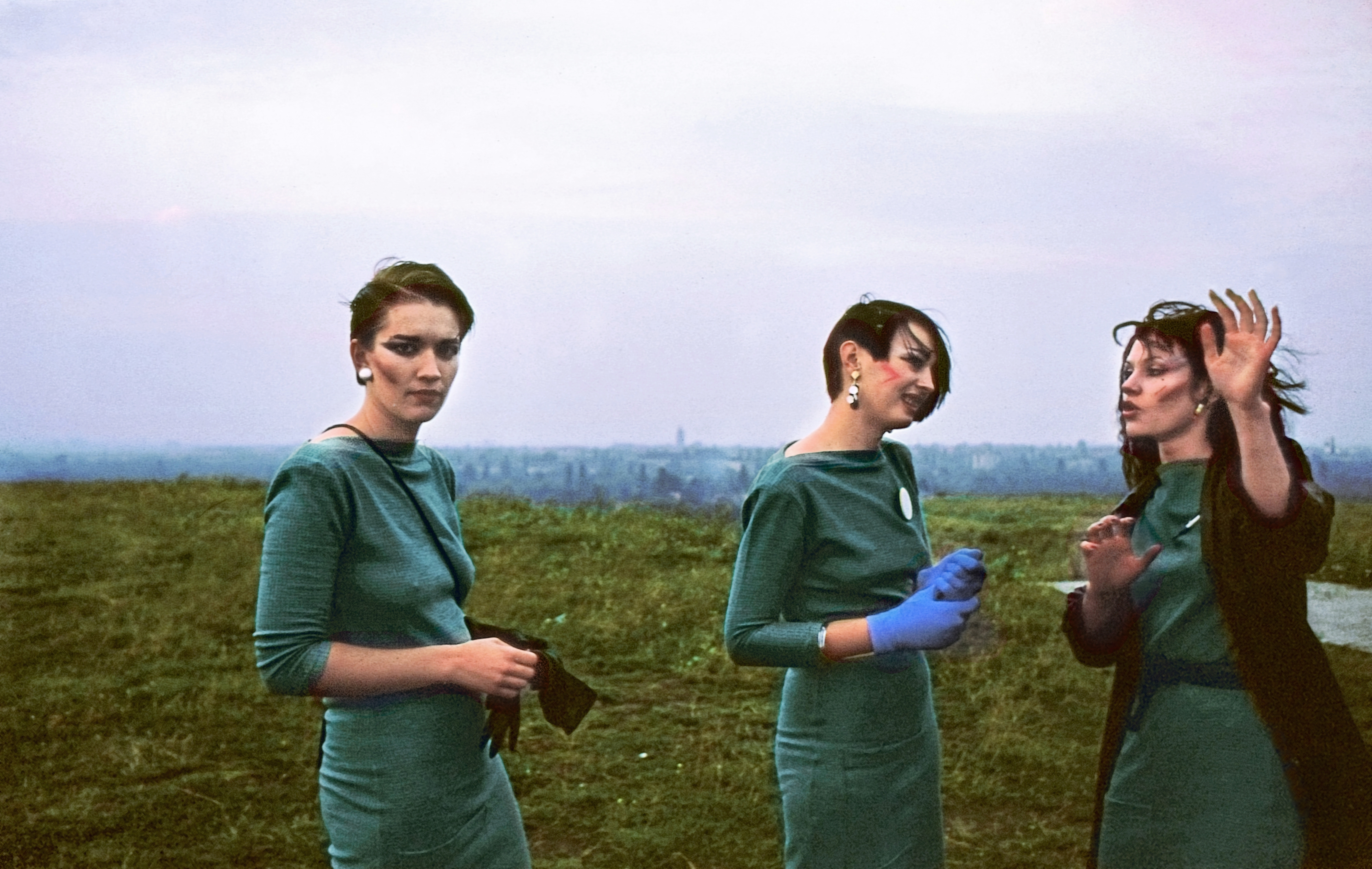
Mania D Sept 1979, a sinistra Bettina Koester

All'inizio degli anni ottanta con Gudrun Gut dà avvio alla Indie band Malaria! Malaria! e ottengono successo con il loro brano "Kaltes klares Wasser", si esibiscono presso il New York Studio 54 e il Mudd Club. Malaria! vanno in tournée con i Siouxsie e i Banshees e i The Birthday Party.
Nel numero di Playboy del gennaio 1985 “The Girls of Rock 'n' Roll“ posa da modella insieme con Grace Jones, Tina Turner, Pat Benatar e Diana Ross.

### Solista 1984–2009
Vivendo a New York dal 1983 al 2001 lavora come scrittrice e produttrice cinematografica insieme alla regista Isabel Hegener. Nel 1997 scrive la colonna sonora per il cortometraggio Peppermills diretto dalla svizzera Isabel Hegener, che in seguito ha prodotto il documentario “Burma: Anatomy of Terror” uscito or distribuito nel 2003 in co-produzione con Koester.
Nel 2005 Koster si esibisce con la musicista Jessie Evans nel programma di apertura di The Vanishing. Ciò conduce al progetto di musica Autonervous, con la pubblicazione di un album nel 2006.
Mentre si documentava per il film sulla Birmania la Köster s'imbatté su materiale che riguardava le droghe della Principessa Olive Yang, fornendo così le basi per il thriller Mandalay Moon, scritto insieme a Martin Schacht, pubblicato nel 2007 da Rowohlt.
Nel 2009 pubblica “Queen of Noise” per la Asinella Records.

## Discografia
- 1980: Track 4, ManiaD, Monogam
- 1980: ManiaD Live in Düsseldorf & SO36, Eisengrau
- 1980: White Christmas, Liebesgier, Marat Records (7")
- 1981: Malaria (12"), Marat Records
- 1981: How Do You Like My New Dog? (7"), Les Disques Du Crépuscule
- 1982: Emotion (LP), Moabit Musik
- 1982: New York Passage (12"), Jungle Records
- 1982: White Water (12"), Les Disques Du Crépuscule
- 1982: Die Hausfrauen – New York Berlin, Psycho Records
- 1983: Revisited – Live (Kassette), ROIR
- 1984: Beat The Distance (12"), Rebel Rec.
- 1991: Compiled (CD), Moabit Musik
- 1991: Kaltes Klares Wasser (CDM), Moabit Musik
- 1992: Elation (CDM), Moabit Musik
- 1993: Cheerio (CD), Moabit Musik
- 2001: Compiled 1981–1984 (CD)
- 2001: Versus EP (12"), Superstar Recordings
- 2002: Jürgen Teipel, Frank Fenstermacher: Verschwende Deine Jugend. Punk und New Wave in Deutschland, Track 22, Universal Musik
- 2003: Delirium: Remixed, Remade, Remodelled (CD) MFS
- 2006: Autonervous (CD)
- 2009: Queen of Noise, (CD), Asinella Records

## Filmografia
- 1980: Woman in Rock, Regie: Wolfgang Büld ARD, VHS, A Studio K7, Berlin
- 1998: Peppermills – Regie: Isabel Hegener
- 1995: Girls Bite Back – Regie: Wolfgang Büld
- 2005: Verschwende deine Jugend.doc – Regie: Jürgen Teipel & Sigrid Harder
- 2011:  arte tracks Malaria! Reportage von Valérie Paillé